# Îles Chimney Sweeps
Pour les articles homonymes, voir Chimney et Sweep.
Les îles Chimney Sweeps sont des îlots de l'archipel des îles Pelham situés dans la partie nord de City Island Harbor, dans le Bronx (New York, États-Unis).

## Description
Avec High Island, les îlots séparent City Island Harbor de Pelham Bay. Ils sont entièrement constituées de substratum rocheux. Inhabitées, ils abritent de nombreux oiseaux, tels que des goélands, des labbes et des grands hérons.
Les îles appartiennent au Département des parcs et des loisirs de la ville de New York, qui les a acquises en 1939 auprès de la Chimney Sweeps Islands Corporation, un groupe privé qui utilisait les îlots à des fins récréatives. Ils font aujourd'hui ainsi partie du parc de Pelham Bay.

## Histoire
Il existe deux légendes locales sur l'origine du nom des îlots. La première est que, de loin, les deux îlots ressemblent à des ramoneurs. L'autre est qu'une personne qui est devenue riche en ramonant des cheminées aurait acheté les îles,,. Un ancien propriétaire des îles nommé Russell Smith, a suggéré que le nom trouve son origine dans l'usage désormais archaïque du terme « cheminée » (chimney) pour décrire l'écoulement de l'eau entre deux rochers.
Au début des années 1900, une famille vivait sur les îles et y exploitait également une taverne.